# William Rush Merriam
William Rush Merriam, född 26 juli 1849 i Essex County, New York, död 18 februari 1931 i Martin County, Florida, var en amerikansk republikansk politiker, bankman och befattningshavare. Han var Minnesotas guvernör 1889–1893 och direktör för United States Census Bureau vid tidpunkten för myndighetens officiella grundande år 1903 (innan dess var han Superintendent of the Census 1899–1902 och Director of the Census Office 1902–1903).
Merriam utexaminerades 1871 från Racine College och var senare verksam som bankman i Saint Paul.
Merriam efterträdde 1889 Andrew Ryan McGill som Minnesotas guvernör och efterträddes 1893 av Knute Nelson. År 1899 utnämnde president William McKinley Merriam till direktör för USA:s tolfte officiella folkräkning. I samband med uppdraget som folkräkningsdirektör övertygade Merriam USA:s kongress att grunda en permanent myndighet med ansvar för folkräkningar, Census Bureau.
Merriam avled 1931 i Florida och gravsattes på Rock Creek Cemetery i Washington, D.C.